# Monic Hendrickx
Monic Ida Maria Hendrickx (Stevensbeek, 3 december 1966) is een Nederlandse actrice en presentatrice. Ze won vier Gouden Kalveren en diverse andere Nederlandse en buitenlandse onderscheidingen, onder meer voor de titelrollen in de films De Poolse bruid (1998) en Nynke (2001) en voor de hoofdrollen in Het zuiden (2004) en de televisieserie Penoza (2010–2017).

## Biografie

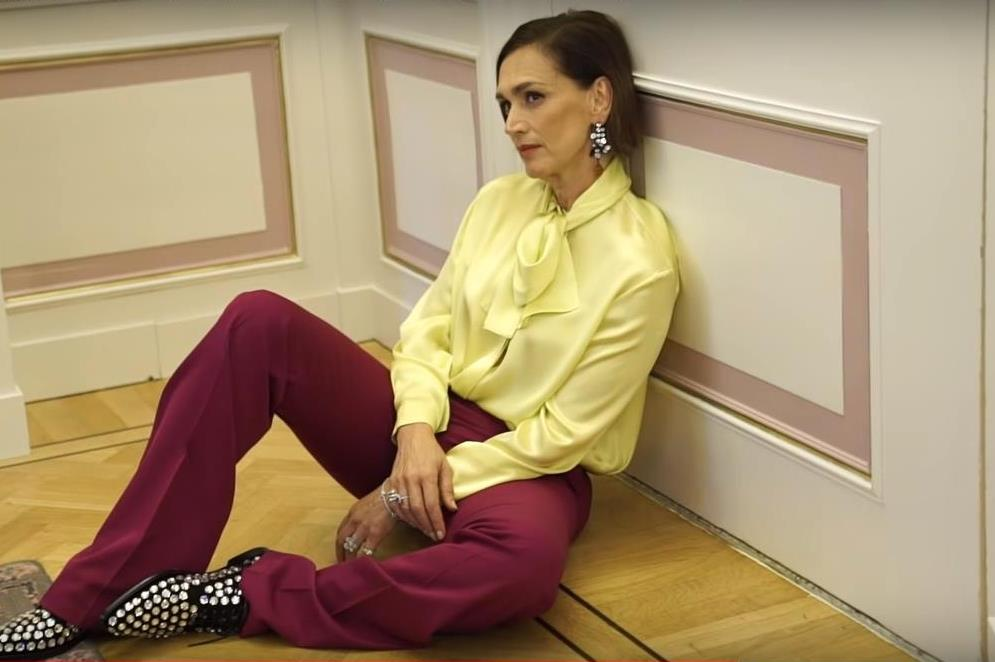
Monic Hendrickx (2019)

Hendrickx studeerde een jaar aan de Toneelacademie Maastricht, maar daar werd ze na het eerste jaar afgewezen. Later studeert ze aan de Toneelschool Eindhoven.
Hendrickx werd bekend door haar titelrollen in de films De Poolse bruid (1998) en Nynke (2001), die haar de eerste twee Gouden Kalveren opleverden. Beide films waren de Nederlandse inzending voor de Oscar voor beste niet-Engelstalige film, maar kregen geen nominatie. Zus & Zo (2002), waarin ze ook de hoofdrol speelde, was wel genomineerd, maar deze Oscar ging naar Nowhere in Africa (Nirgendwo in Afrika). Ook voor haar hoofdrol als Martje Portegies in Het zuiden (2004) ontving Hendrickx een Gouden Kalf.
In 2008 was ze de eregast tijdens het Nederlands Film Festival en won ze in Australië de Inside Film Award en de AFI Award voor haar rol in Unfinished Sky. In deze Australische remake van De Poolse bruid speelde ze, net als in het origineel, een buitenlandse vluchteling, ditmaal een illegale Afghaanse immigrante.
Grote bekendheid kreeg Hendrickx door haar hoofdrol als Carmen van Walraven-de Rue in de televisieserie Penoza, waarvoor ze in 2010 een Beeld en Geluid Award ontving en in 2013 haar vierde Gouden Kalf, ditmaal in de categorie 'beste actrice in een dramaserie'.
In 2012 speelde Hendrickx solo, begeleid door twee muzikanten en een zangeres, diverse rollen in het door Rogier Schippers geschreven stuk Oxytocine.
Daarnaast had ze in 2013 een rolletje in de muziekvideo's van de nummers Birds en Kill van Anouk.
Haar debuut als televisiepresentator was in 2017, toen ze de leiding had in het RTL-spelprogramma Kroongetuige.
In 2019 was zij verliezend finalist in de dirigeerwedstrijd Maestro op AVROTROS-televisie.

### Privé
Monic leeft samen met haar jeugdliefde en hun dochter.

## Filmografie
- Twijfel tussen waarheid en tijd (1994) – Vera
- De Poolse bruid (1998) – Anna Krzyzanowska (Gouden Kalf)
- De man met de hond (1998) – Petra
- Les diseurs de vérité (2000)
- Nynke (2001) – Nynke van Hichtum (Gouden Kalf)
- Zus & Zo (2002) – Sonja
- Kees de jongen (2003) – moeder Bakels
- Dwaalgast (televisiefilm, 2003) – Hester
- Het zuiden (2004) – Martje Portegies (Gouden Kalf)
- Verborgen gebreken (2004) – Sonja Jansen
- Amazones (2004) – Sam
- Masterclass (2005) - Actrice 3
- Leef! (2005) – Anna
- Diep (2005) – Quinta
- Gezocht: man (televisiefilm, 2005) – Rosalie
- De uitverkorene (televisiefilm, 2006) – Aleid van der Laan
- Unfinished Sky (2007) – Tahmeena
- Nadine (2007) – Nadine
- Anna (televisiefilm, 2007) – Anna
- Radeloos (2008) – Marit Kager, Paco's moeder
- Coraline (2009) – moeder / andere moeder (stem)
- De storm (2009) – Julia's moeder
- Julia's hart (televisiefilm, 2009) - Kate
- Overmorgen (televisiefilm, 2010) – Emma
- Het bombardement (2012) – Eva's moeder
- Kenau (2014) – Kenau Simonsdochter Hasselaer
- Nena (2014) - Martha
- Café Derby (2015) – Renée
- Of ik gek ben (2016) – Evelien Smulders
- De held (2016) – Sara Silverstein
- Hope (televisiefilm, 2016) – Hannah Binnekamp (Hannah Hope)
- Kleine IJstijd (2017) – Marije
- Penoza: The Final Chapter (2019) – Carmen van Walraven-de Rue
- God Only Knows (2019) – zus Hannah
- A Certain Kind of Silence (2019) - moeder
- The Addams Family (2019) – Morticia Addams (stem)
- The Addams Family 2 (2021) – Morticia Addams (stem)
- De openbaring (2022) – Magda
- Ome Cor (2022) – Vrouw van Cor Kalkman

### Bijrollen
- Aletta Jacobs: Het hoogste streven (1995) – Amsterdamse meretrix
- All Stars (1997) – receptioniste
- Maten (televisiefilm, 1999)
- Dichter op de zeedijk (televisiefilm, 2000)
- Soul Assassin (2001) – moeder
- Het wonder van Máxima (televisiefilm, 2003) – dokter Anhals
- De vanger (2003) – vrouw
- Masterclass (2005) – een actrice
- De brief voor de koning (2008) – Tiuri's moeder
- Dag in dag uit (televisiefilm, 2008) – Wanda
- Sonny Boy (2011) – Ans Bartels
- Gooische vrouwen (2011) – Sophie
- Penny's Shadow (2011) – moeder van Kai
- Lotus (2011) – Petra
- De belofte van Pisa (2019) - Iris Versluys
- Ferry (2021) - Claudia Bouman-Zwart
- H4Z4RD (2022) - mevrouw Brasschaat
- De gelaarsde kat 2: De laatste wens (2022) – Mama Beer (stem)
- Only You (2023) - als moeder van Elisabeth

### Korte films
- Kort Rotterdams - Temper! Temper! (1998)
- Dajo (2000) – moeder
- Vlucht der verbeelding (2003)
- Heartbeat (2008) – moeder
- Oh, Deer! (2009) – Monic
- Drone (2011) – Esther Vroomen
- Na U (2011) – Irene
- Aardbij (2020) - zakenvrouw
- Only Death Never Lies (2020) - dokter
- LEAF (2023) - Nora

### Televisieseries
- Kats & Co – Carina (afl. Pas de deux, 1994)
- De Buurtsuper – Kim (afl. Kim, 1995)
- Baantjer – Chantal Springer (afl. De Cock en de moord op de barmhartiger, 1997)
- De geheime dienst – Marjan (5 afl., 2000)
- Grijpstra & de Gier – Tine de Graaff (afl. Een klassiek geval, 2004)
- Enneagram – Hester (afl. Dwaalgast, 2005)
- Medea (miniserie, 2005) – De Vries
- Waltz (miniserie) – tante Liezl (2 afl., 2006)
- Stellenbosch (2007) – Betty Keppel
- Sterke verhalen uit zoutvloed – moeder van Berend (afl. De zwetser, 2008)
- Deadline – Liesbeth Donker (12 afl., 2010)
- Penoza (2010–2017) – Carmen van Walraven-de Rue (Gouden Kalf)
- Rembrandt en ik (miniserie) – Sophie van der Houven (afl. Govert Flinck, 2011)
- In therapie – Marit Kroon (3 afl., 2011)
- Familie Kruys – Rozemarijn (7 afl., 2017)
- Beau Séjour – rol onbekend (4 afl., 2017)
- Kroongetuige (2017, 2018) – presentatrice
- De TV Kantine – Onkel Frederik (afl. The Roast op zaterdag, 2018)
- Grenslanders – Cornelia Dingemanse (8 afl., 2019)
- Heirs of the Night – Elisabetha (2019-2020)
- Geldwolven - Griet Gommers (8 afl., 2022)
- Arcadia – Cato Christiaens (2023, 2025)
- Ferry - Claudia Bouman (afl. Attack, 2023)
- Een Moord Kost Meer Levens – Gré (2023)
- De Joodse Raad – Cornelia Cohen (2024)
- Safe Harbor - Astrid de Bont (2025)

## Theater/toneel
- Muziek Theater voor kinderen (1993)
- We Could Be Heroes (1995)
- Het huis van Bernarda Alba (1996)
- Othello en El Dorado (1997)
- De Federatie (1997)
- De Hertog & Dienstmeid (2000)
- Oxytocine (2012)
- Homebody (2014)

## Prijzen
- Nederlands Film Festival 1998: Gouden Kalf voor beste actrice – De Poolse bruid
- Buenos Aires International Festival of Independent Cinema 1999: prijs voor beste actrice – De Poolse bruid
- Nederlands Film Festival 2001: Gouden Kalf voor beste actrice – Nynke
- Newport Beach Film Festival 2002: juryprijs voor beste actrice – Nynke
- Nederlands Film Festival 2004: Gouden Kalf voor beste actrice – Het zuiden
- Rouen Nordic Film Festival 2005: prijs voor beste actrice – Het zuiden
- Nederlandse Academy Awards 2005: Gouden Beeld voor beste actrice – Dwaalgast
- Internationaal filmfestival van Berlijn 2005: (EFP) Shooting Star Award
- Fort Lauderdale International Filmfestival 2006: juryprijs voor beste actrice – Leef!
- 2008: Inside Film Award voor beste actrice – Unfinished Sky
- 2008: Australian Film Institute Award voor beste actrice in een hoofdrol – Unfinished Sky
- Nederlands Instituut voor Beeld en Geluid, 2010: Beeld en Geluid Award voor beste actrice – Penoza
- Nederlands Film Festival 2013: Gouden Kalf voor beste actrice in televisiedrama – Penoza
- Film by the Sea 2015: Grand Acting Award (oeuvreprijs)